# Jaroslav Otevřel
Jaroslav Otevřel (* 16. September 1968 in Gottwaldov, Tschechoslowakei) ist ein ehemaliger tschechischer Eishockeyspieler. Während seiner Karriere spielte er für den AC ZPS Zlín und den HC Dukla Trenčín in der tschechoslowakischen 1. Liga, die San Jose Sharks in der National Hockey League und Ässät Pori in der finnischen SM-liiga.

## Karriere
Otevřel spielte zunächst in seiner Heimat in der tschechoslowakischen 1. Liga beim AC ZPS Zlín von 1987 bis 1992. Unterbrochen wurden diese fünf Jahre nur von einem einjährigen Engagement beim HC Dukla Trenčín in der Saison 1989/90. Während dieser Zeit wurde der Tscheche im NHL Entry Draft 1991 in der siebten Runde an 133. Stelle von den San Jose Sharks ausgewählt.
Zur Saison 1992/93 wechselte Otevřel nach Nordamerika und verbrachte dort die folgenden zwei Spielzeiten in der Organisation der Sharks. Hauptsächlich wurde er bei deren Farmteam in der International Hockey League, den Kansas City Blades, eingesetzt. Für die Sharks selbst bestritt er nur 16 Spiele, erzielte dabei aber sieben Punkte.
Im Sommer 1994 wechselte der linke Flügelspieler in die finnische SM-liiga, wo er für Ässät Pori spielte. In seiner zweiten Saison mit dem Team 1995/96 verletzte sich Otevřel am 11. Februar 1996 bei Spiel seines Teams gegen JYP Jyväskylä schwer. Nachdem ein Spieler der gegnerischen Mannschaft ausrutschte, konnte der Tscheche diesem nicht mehr ausweichen und fiel so unglücklich auf das Eis, dass er sich im Nacken verletzte. Seitdem ist er von der Hüfte abwärts gelähmt und musste sich vom aktiven Sport zurückziehen.